# L'Art culinaire
Pour les articles homonymes, voir Art culinaire.
L'Art culinaire était un magazine gastronomique bi-hebdomadaire destiné aux chefs professionnels.

## Histoire
Le magazine est fondé à Paris en 1882 par Maurice Dancourt, et utilisa plus tard le pseudonyme de « Châtillon-Plessis ». Son premier numéro est paru sous forme de supplément à La Petite Revue illustrée : littéraire, artistique et gastronomique en janvier 1883. Parmi ses rédacteurs et collaborateurs figurent Philéas Gilbert, Auguste Escoffier et d'autres grands chefs. Dans les années 1890, elle est dirigée par Châtillon-Plessis et devient « la première revue culinaire professionnelle du monde », avec des collaborateurs dans toute l'Europe et en Amérique du Nord et un lectorat annoncé de 10 000 personnes. Pendant la Première Guerre mondiale, elle est publiée de façon irrégulière, et après la guerre, elle perd son prestige et ses contributeurs, dont Escoffier, Gilbert et Prosper Montagné, au profit de La Revue culinaire. Son dernier numéro date de 1953.
À partir de 1894, Escoffier fournit des recettes et des modèles de menus pour chaque numéro : « L'école des menus : étude et composition de menus modernes à la maison, à l'hôtel, et au restaurant. »
La revue était à l'origine l'organe de l'Union Universelle pour le Progrès de l'Art Culinaire, fondée plus tôt en 1882, et est devenue l'organe de la Société des Cuisiniers français pour le Progrès de l'Art Culinaire (nominalement la section parisienne de l'Union) en 1883. L'Union et la Société avaient trois objectifs : publier un journal pour diffuser les idées les plus récentes, créer une école de cuisine professionnelle à Paris et promouvoir les concours culinaires. L'école de cuisine est finalement créée en 1891, rue Bonaparte, mais échoue en 1894. Le premier concours a eu lieu en décembre 1882, avant le lancement du magazine, le second en novembre 1883, et par la suite il a été organisé chaque année en janvier. Il a inspiré des concours de cuisine à Vienne (1884), Londres (1885), Bruxelles (1887) et New York (avant 1892).